# Агостино Киджи
Агостино Киджи (на италиански: Agostino Chigi), наричан също Агостино Киджи Великолепни, е италиански банкер, търговец, корабовладелец и меценат, произхождащ от рода Киджи от Сиена.
Той е сред най-богатите хора в периода на Възраждането – банкер на папите Александър VI, Юлий II и Лъв X, както и покровител на известни художници и писатели, като Рафаело, Перуджино, Себастиано дел Пьомбо, Джовани да Удине, Джулио Романо, Содома, Пиетро Аретино.

## Биография
Агостино Киджи е роден в Сиена, в семейството на богатия търговец и банкер Мариано Киджи (1439 – 1504) и Маргарита Балди. На млади години Агстино Киджи изучава банкерския занаят в банките на баща си в Сиена и Витербо, както и в римската банка на Амброджио Спаночи. През 1486 г. баща му го прави съдружник в сиенската банка Гинучи. През 1502 г. Агостино заедно с баща си и сиенския аристократ Матео Томази основават собствена банка в Рим, наречена Банка Киджи, която бързо набира финансова мощ. През 1506 – 1510 г. Киджи построява Вила Фарнезина в римския район Трастевере, която става едно от най-популярните места в Рим, в което се събират най-влиятелните личности от тази епоха. Стенописите във вилата са изпълнени от Рафаело, Джулио Романо, Себастиано дел Пьомбо и Содома.
Фокусът на работа на Агостино Киджи е насочен основно към папския двор. Още през 1494 г. Киджи финансира доставката на зърно и така предотвратява настъпването на глад в Рим, с което спечелва доверието на папа Александър VI. Агостино Киджи финансира както Александър VI, така и сина му Чезаре Борджия, със заем от 20 000 дуката за техните военни кампании в северната част на Италия. В замяна на финансовите услуги, които предоставя на папа Александър VІ и на други владетели, получава монопол върху добива на сол в Папската държава и Неаполитанското кралство, както и върху добива на стипца от находищата в Толфа и Иския ди Кастро, която се използва при обработката на кожи и в медицината и козметиката.
След избора за папа на Юлий II през 1503 всички договори, сключени от Александър VІ, са анулирани с изключение на тези, сключени с Банка Киджи. Като обезпечение за финансиране в размер на 40 000 златни дуката, папата отдава на Киджи всички солници на папската държава. Дори папската тиара няколко пъти е предоставена като залог. Папа Юлий II високо ценил Киджи както като банкер, така и като дипломат. Агостино взема активно участие в преговорите между Светия престол и Венецианската република.
С папа Лъв X го свърза също близко приятелство. Киджи финансира по-голяма част от разходите за папската коронацията, като отпуска на папата кредит в размер на 75 000 дуката.
През 1497 г. финансира Гуидобалдо да Монтефелтро, херцог на Урбино, с кредит в размер на 111 173 дуката. Предоставя кредит от 150 000 дуката на Венецианската република, с които тя финансира борбата срещу Камбрийската лига, заради което получава почетната титла „Син на Сан Марко“. Една година преди смъртта си той отпуска на Република Венеция още един заем от 20 000 дуката.
Богатството на Агостино Киджи, огромно за онова време, се оценява на 8 000 000 дуката, а годишният му доход на 70 000 дуката. Той притежава сребро, повече от това на цялата римска аристокрация. Ето защо държави и владетели, християни и езичници, папи и султани се домогват да получат неговите услуги, съвети и помощ по финансови и парични въпроси и са готови да му се доверят за събирането на данъци и мита.
На 28 август 1519 г. се жени за Франческя Ордачи. Имат пет деца: Лоренцо Леоне, Алесандро Джовани, Маргарита, Камила и Агостино, който се ражда след смъртта на баща си.
Умира на 11 април 1520 г. на 54-годишна възраст.
Погребан е в църквата „Санта Мария дел Пополо“ в капела Киджи. Мозайките в капелата са изпълнени по проект на Рафаело, а картините в олтара са работа на Себастиано дел Пьомбо.

## Меценатство
Сред произведенията на изкуството, създадени по поръчка на Агостино Киджи, най-важни са:
- Капела Киджи в църквата „Санта Мария дел Пополо“ в Рим, проектирана от Рафаело.
- Капела Киджи в църквата „Санта Мария дела Паче“ в Рим, с фрески на Рафаело.
- Вила Фарнезина в Рим, създадена по проект на Балдасаре Перуци, в която се намира фреската „Триумфът на Галатея“ работа на Рафаело.